# Velika Gora (Sveti Ivan Zelina)
Velika Gora je naseljeno mjesto u Republici Hrvatskoj u Zagrebačkoj županiji. 

## Zemljopis
Administrativno je u sastavu grada Svetog Ivana Zeline. Naselje se proteže na površini od 0,90 km². 

## Stanovništvo
Prema popisu stanovništva iz 2001. godine u Velikoj Gori živi 81 stanovnik i to u 29 kućanstava. Gustoća naseljenosti iznosi 90 st./km².
| broj stanovnika | 235   | 265   | 292   | 347   | 168   | 202   | 218   | 214   | 211   | 213   | 193   | 180   | 149   | 127   | 81    | 82    | 58    |
|                 | 1857. | 1869. | 1880. | 1890. | 1900. | 1910. | 1921. | 1931. | 1948. | 1953. | 1961. | 1971. | 1981. | 1991. | 2001. | 2011. | 2021. |